# 高田市站
高田市站（日语：／ Takadashi eki */?）是位於奈良縣大和高田市片鹽町，近畿日本鐵道（近鐵）的南大阪線車站。在車站編號為「F24」。

## 歷史
- 1929年（昭和4年）3月29日 - 大阪鐵道（日语：大阪鉄道 (2代目)）古市至久米寺（現時為橿原神宮前）之間開業，此站啟用，當時名為「高田町站」[1]。
- 1943年（昭和18年）2月1日 - 關西急行鐵道與大阪鐵道合併，成為關西急行鐵道天王寺線的車站[1]。
- 1944年（昭和19年）6月1日 -關西急行鐵道與南海鐵道（為南海電氣鐵道的前身）合併，成為近畿日本鐵道的車站。同時，天王寺線改名為南大阪線[1]。
- 1948年（昭和23年）1月1日 - 高田町升格至市，名為大和高田市。同日車站改名為高田市站[2]。
- 1951年（昭和26年）9月 - 車站高架化，建設在路堤上。
- 1970年（昭和45年）3月21日 - 部分特急班次停此站。
- 1980年（昭和55年）
  - 3月18日 - 所有特急班次停此站。
  - 11月 - 新車站大樓落成，站內平交道撒走。
- 2007年（平成19年）4月1日 - 車站可以使用PiTaPa[3]。

## 車站構造
車站設有2面2線的相對式月台。車站為高架車站，月台可容納8卡車廂。在車站大堂地面北邊設有1處閘口。

### 月台
| 月台 | 路線     | 上下行 | 方向                                    |
| ---- | -------- | ------ | --------------------------------------- |
| 1    | 南大阪線 | 下り   | 橿原神宮前、吉野方向 大和八木、京都方向 |
| 2    | 南大阪線 | 上り   | 尺土、古市、大阪阿部野橋方向            |

## 特徴

### 停站列車
- 包括特急在內，所有定期旅客列車均停此站[4]。

### 設備、營業上
- 此站設有站長，管理南大阪線二上山站至浮孔站之間與御所線各站[5]。此外，此站的站長室同時設有營業所[6]。
- 車站設有可使用PiTaPa、ICOCA的自動閘機（日语：自動改札機）和自動補票機（日语：自動精算機）（可支援回數（日语：回数乗車券）卡及IC卡，以及IC卡增值功能）。
- 車站設有櫃臺售賣特急票及定期票[6]。也設有特急票專用的自動售票機[6]。

### 其他
- 在1948年，高田町由於受實施市制，改為「大和高田市」，車站舊名「高田町」需要改稱，但是在大和高田市內已經有近鐵大阪線「大和高田站」，為了避免混淆，新的車站名稱不使用「大和高田市站」，而使用「高田市站」。此外，當地居民會以大和高田站和JR高田站作區別，並稱此站為「市站」。

## 使用狀況
以下列出近年來1日中上下車人次：
- 2005年11月8日：9,778人
- 2008年11月18日：8,927人
- 2010年11月9日：8,388人
- 2012年11月13日：7,619人
- 2015年11月10日：7,696人
- 2018年11月13日：7,407人

## 車站周邊
- 近鐵廣場大和高田店（近商Store（日语：近商ストア））（舊高田Satie Izmiya）
- 明光義塾（日语：明光義塾）大和高田教室
- 片鹽商店街（日语：片塩商店街）
- 片鹽崗亭
- 大和高田片鹽郵局
- NTT（日语：西日本電信電話）片鹽大廈（舊大和高田分店）
- 大和高田市立醫院
- 文化會館
- 奈良縣立高田高等學校（日语：奈良県立高田高等学校）
- 國道166號（日语：国道166号）（前國道24號）
- 奈良縣道5號大和高田斑鳩線（日语：奈良県道5号大和高田斑鳩線）
- 南都銀行（日语：南都銀行）高田分店
- 紀陽銀行（日语：紀陽銀行）高田分店
- 關西未來銀行（日语：関西みらい銀行）高田中央分店
- 瑞穗證券高田分店
- 岩井Cosmo證券（日语：岩井コスモ証券）高田分店

## 巴士路線
奈良交通
- 北行巴士站（在國道166號（日语：国道166号）橿原市方向）
  - [7][13]往竹取公園東（經近鐵大和高田站）
  - [60][62][63][65][70][76]往近鐵大和高田站
  - [161][164]往大和八木站（經AEON Mall橿原（日语：イオンモール橿原）北、醫大醫院（日语：奈良県立医科大学附属病院）前）
  - [特急302]往大和八木站（經AEON Mall橿原北、醫大醫院）＜在終點站前各站停車＞
  - 夜行高速巴士大和號（日语：やまと号）（五條⇔新宿線）往新宿、京王廣場大飯店（與關東巴士聯營）
  - 大和高田市社區巴士吉寶號
- 南行巴士站（國道166號葛城市、御所市、五條市方向）
  - [7][62][164]往忍海（日语：奈良交通葛城営業所）
  - [8][63]往奈良文化高校（日语：奈良文化高等学校）（在奈良文化高校假期暫停服務）
  - [13]往AEON Mall橿原（經東中 大和高田繞道（日语：大和高田バイパス））
  - [60]往五條巴士中心（日语：五條バスセンター）（經近鐵御所站）
  - [65]往近鐵御所站
  - [66]往五條巴士中心（經近鐵御所站、Techno（日语：テクノパークなら）中央通東）
  - [70]往五條巴士中心（經近鐵御所站）
  - [特急301]往新宮站（經忍海、近鐵御所站、鴨神之湯（日语：かもきみの湯）、五條巴士中心、十津川溫泉（日语：十津川温泉）、湯之峰溫泉（日语：湯の峰温泉））＜五條市西吉野町至大久保口巴士站之間各站停車＞
  - 往關西國際機場的利木津巴士（由關西空港交通（日语：関西空港交通）、南海巴士（日语：南海バス）聯營）
  - 大和高田市社區巴士希望號

## 相鄰車站
近畿日本鐵道
 南大阪線
- □特急停車站

■急行
尺土（F23）－高田市（F24）－橿原神宮前（F42）
■区間急行・■準急・■普通
尺土（F23）－高田市（F24）－浮孔（F25）

## 注腳
1. 1 2 3  曾根悟（監修）. . 朝日百科週刊. 3號 近畿日本鐵道 2. 朝日新聞出版. 2010-08-29: 26–27. ISBN 978-4-02-340133-4.
2. ↑  今尾惠介（監修）.  8 關西1. 新潮社. 2008: 26. ISBN 978-4-10-790026-5.
3. ↑   (pdf) (新闻稿). 近畿日本鐵道. 2007-01-30  [2016-03-05]. （原始内容存档 (PDF)于2016-08-07）.
4. ↑  近鐵時間表2018年3月17日時間表修正號，p.232 - p.258・p.388 - p.413
5. ↑  『HAND BOOK 2010』、近畿日本鐵道綜合企劃部編、2010年9月
6. 1 2 3  近鐵時間表2018年3月17日時間表修正號，p.70 - p.87
7. ↑  南大阪線 一日乗降人員（調査日:平成30年11月13日〔火〕） （页面存档备份，存于） - 近畿日本鐵道

## 外部連結
- 高田市 - 近畿日本鐵道
- 奈良交通集團官方網站「時間、車費資訊」 （页面存档备份，存于）（日語）